# Hachinohe-Autobahn
Die Hachinohe-Autobahn (jap. 八戸自動車道, Hachinohe jidōshadō) ist eine Autobahn in Japan. Die Autobahn ist eine Nord-Süd-Route im Norden der Hauptinsel Honshū, von der Tōhoku-Autobahn bei Hachimantai bis zur Küstenstadt Hachinohe. Sie trägt die Nummer E4A. Die Autobahn ist 81 Kilometer lang.

## Straßenbeschreibung
Nördlich der Stadt Hachimantai spaltet sich die Hachinohe-Autobahn von der Tōhoku-Autobahn ab. Die Autobahn hat 2 × 2 Fahrspuren und läuft im Nordosten, durch eine hügeliges und bewaldetes Gebiet. Wie üblich im ländlichen Japan, sind die Abfahrten weit voneinander entfernt. Vor Kunohe biegt die Autobahn nach Norden ab, in einiger Entfernung von der Ostküste von Honshu. An der Südseite der Stadt Hachinohe teilt sich die Autobahn eine Richtung führt in die Innenstadt und die andere Richtung führt als Westumfahrung der Stadt und endet bei Misawa.

## Geschichte
Die Autobahn wurde weitgehend am 27. November 1986 eröffnet, von Ichinohe bis Hachinohe. Die Verbindung mit der Tōhoku-Autobahn folgte am 7. September 1989. Am 28. März 1995 eröffnete die Umgehung von Hachinohe und am 18. Juli 2002 eröffnet die letzte Verbindung in Hachinohe und die Autobahn ist somit komplett eröffnet.

## Eröffnungsdaten der Autobahn
| von       | nach           | Länge | Datum      |
| --------- | -------------- | ----- | ---------- |
| Ichinohe  | Hachinohe      | 37 km | 27.11.1986 |
| Ashiro    | Ichinohe       | 27 km | 07.09.1989 |
| Hachinohe | Hachinohe-kita | 13 km | 18.07.2002 |

## Zukunft
Es gibt Pläne über den Bau einer neuen Mautstraße von Aomori nach Hachinohe, die Länge der Autobahn soll ca. 70 km betragen. Genaue Daten über die Länge und den Namen liegen noch nicht vor.

## Ausbau der Fahrbahnen
| von             | nach           | Länge | Fahrspuren |
| --------------- | -------------- | ----- | ---------- |
| Tohoku-Autobahn | Hachinohe      | 64 km | 2 × 2      |
| Hachinohe       | Hachinohe-kita | 13 km | 1 × 2      |